# Горњи Бетлехем
Горњи Бетлехем (енгл. Upper Bethlehem, United States Virgin Islands) је насеље на острву Сент Крој на Америчким Девичанским Острвима.
У месту се налази стадион Бетлехем који је домаћин Фудбалске репрезентације Америчких Девичанских Острва а такође се ту налази канцеларија Фудбалске федерације Америчких Девичанских Острва.